# Norra Närkes kontrakt
Norra Närkes kontrakt är ett kontrakt inom Svenska kyrkan i Strängnäs stift. Kontraktet omfattar nedanstående församlingar, belägna i Örebro län.
Kontraktskoden är 0411.

## Administrativ historik
Kontraktet bildades den 1 januari 2018 av
hela Örebro kontrakt, med
- Adolfsbergs församling
- Almby församling
- Edsbergs församling
- Längbro församling
- Mikaels församling
- Mosjö-Täby församling
- Örebro Nikolai församling
- Örebro Olaus Petri församling

delar av upplösta Glanshammars och Edsbergs kontrakt med
- Axbergs församling
- Glanshammars församling
- Knista församling
- Tysslinge församling